# Højhastighedsjernbane
En højhastighedsjernbane er en jernbanestrækning, der trafikeres med højhastighedstog med hastigheder på mindst 200 km/t. I EU definerer EU-direktiv 96/48 en højhastighedsjernbane som en ny bane tilpasset mere end 250 km/t, eller en opgraderet bane tilpasset mindst 200 km/t. . En del andre lande har andre definitioner. I Norge kaldes også nye jernbaner tilpasset 200-250 km/t for højhastighedsjernbaner. Enkelte steder er grænsen for højhastighedsjernbaner sat så lavt som 160 km/t.
På nyanlagte højhastighedsjernbaner kan opnås hastigheder på op til omkring 380 km/t. På ældre opgraderede strækninger kan opnås hastigheder på op til 250 km/t.
Ifølge den Internationale Jernbaneunion var der i slutningen af 2009 10.739 km jernbanestrækninger med tilladte hastigheder på mindst 250 km/t i drift. Yderligere 13.469 km er under opførelse og 17.579 km under planlægning.
I 2009 var der næsten 1.750 højhastighedstog i drift på disse banestrækninger .
For at opnå de høje hastigheder kræves, at sporerne er bygget til det. Kurveradius skal være større, og højhastighedsbaner krydser ikke anden trafik i samme niveau.

## Nuværende højhastighedsjernbaner

### Asien

#### Japan
Det japanske Tōkaidō Shinkansen betragtes som verdens første højhastighedsjernbane. Den blev bygget, så det var klar til Sommer-OL i 1964 med en maksimal hastighed på 210 km/t. I dag er hastigheden på over 300 km/t, og antallet af strækninger er udvidet, men under fælles betegnelsen Shinkansen.
| Strækning   | Strækning                                        | Vmax                           | Længde   | I drift | Togtype    | Kørestrøm                                                       | Togsikring |
| ----------- | ------------------------------------------------ | ------------------------------ | -------- | --- | ---------- | --------------------------------------------------------------- | ---------- |
| I drift     | Toukaidou Shinkansen, Tokyo – Shin-Osaka         | 270 km/t                       | 515,4 km | 1964 | Shinkansen | 25 kV, 60 Hz                                                    | ATC−NS     |
| I drift     | Sanyou-Shinkansen, Shin-Osaka – Hakata           | 300 km/t                       | 553,7 km | 1972: Shin-Osaka - Okayama, 1975: Okayama - Hakata                                                                        | Shinkansen | 25 kV, 60 Hz                                                    | ATC−1      |
| I drift     | Touhoku-Shinkansen, Tokyo – Shin-Aomori          | 300 km/t (fra 2013 320 km/t)   | 674,9 km | 1982: Oomiya - Morioka, 1985: Oomiya - Ueno, 1991: Ueno - Tokyo, 2002: Morioka - Hachinohe, 2010: Hachinohe - Shin-Aomori | Shinkansen | 25 kV, 50 Hz                                                    | DS-ATC     |
| I drift     | Jouetsu-Shinkansen, Oomiya – Niigata             | 240 km/t (1990-2000: 275 km/t) | 269,5 km | 1982 | Shinkansen | 25 kV, 50 Hz                                                    | DS-ATC     |
| I drift     | Nagano-Shinkansen, Takasaki – Nagano             | 260 km/t                       | 117,4 km | 1997 | Shinkansen | 25 kV, 50 Hz(Takasaki–Karuizawa)/25 kV, 60 Hz(Karuizawa–Nagano) | ATC-2      |
| I drift     | Kyushu-Shinkansen, Hakata – Kagoshima-Chuuou     | 260 km/t                       | 256,8 km | 2004: Shin-Yatsushiro – Kagoshima-Chuuou, 2011: Hakata – Shin-Yatsushiro                                                  | Shinkansen | 25 kV, 60 Hz                                                    | KS-ATC     |
| Under anlæg | Hokuriku-Shinkansen, Nagano – Kanazawa           | 260 km/t                       | 228 km   | 2015 (planlagt) | Shinkansen | 25 kV, 60 Hz                                                    | DS-ATC     |
| Under anlæg | Hokkaido-Shinkansen, Shin-Aomori – Shin-Hakodate | 260 km/t                       | 148,9 km | 2015 (planlagt) | Shinkansen | 25 kV, 50 Hz                                                    |            |
| Under anlæg | Kyushu-Shinkansen, Takeo-Onsen – Isahaya         | 200 km/t                       | 44,8 km  | 2018 (planlagt) | Shinkansen | 20 kV, 60 Hz                                                    |            |

#### Kina
| Strækning   | Strækning                                                        | Strækning         | Vmax      | Længde                     | I drift            | Togtype                                                                         | Kørestrøm    | Togsikring |
| ----------- | ---------------------------------------------------------------- | ----------------- | --------- | -------------------------- | ------------------ | ------------------------------------------------------------------------------- | ------------ | ---------- |
| I drift     | Shanghais Maglevbane                                             |                   | 431 km/t  | 30 km                      | 2003               | Transrapid                                                                      | Magnettog    | ?          |
| I drift     | Jinghu PDL (Beijing–Shanghai)                                    | Jinghu PDL        | 380 km/t  | 1318 km                    | 30. juni 2011      | CRH 380A CRH 380B (eller Bombardier Zefiro 380, hidtil er ingen tog produceret) | 25 kV, 50 Hz | ?          |
| I drift     | Jingjin Intercity Line (Beijing–Tianjin)                         |                   | 350 km/t  | 115 km                     | 1. august 2008     | CRH-3                                                                           | 25 kV, 50 Hz | ETCS       |
| I drift     | Jiaoji PDL (Qingdao–Jinan)                                       | Qingtai PDL       | 250 km/t  | 364 km                     | 20. desember 2008  | CRH-2                                                                           | 25 kV, 50 Hz | ?          |
| Under anlæg | Shiji PDL (Shijiazhuang–Jinan)                                   | Qingtai PDL       | 250 km/t  |                            |                    | ?                                                                               | 25 kV, 50 Hz | ?          |
| I drift     | Shitai PDL (Shijiazhuang–Taiyuan)                                | Qingtai PDL       | 250 km/t  | 190 km                     | 1. april 2009      | CRH-5                                                                           | 25 kV, 50 Hz | ?          |
| I drift     | Hening (Hefei–Nanjing)                                           | Huhanrong PDL     | 250 km/t  | 166 km                     | 18. april 2008     | CRH-1 CRH-2                                                                     | 25 kV, 50 Hz | ?          |
| I drift     | Hewu (Hefei–Wuhan)                                               | Huhanrong PDL     | 250 km/t  | 351 km                     | 1. april 2009      | CRH-1 CRH-2                                                                     | 25 kV, 50 Hz | ?          |
| Under anlæg | Hangyong PDL (Hangzhou–Ningbo)                                   | Southeast coastal | 350 km/t  | 152 km                     | 2011 (planlagt)    | ?                                                                               | 25 kV, 50 Hz | ?          |
| I drift     | Yongtaiwen (Ningbo–Wenzhou)                                      | Southeast coastal | 250 km/t  | 268 km                     | 28. september 2009 | CRH-1 CRH-2                                                                     | 25 kV, 50 Hz | ?          |
| I drift     | Wenfu (Wenzhou–Fuzhou)                                           | Southeast coastal | 250 km/t  | 298 km                     | 28. september 2009 | CRH-1 CRH-2                                                                     | 25 kV, 50 Hz | ?          |
| I drift     | Fuxia (Fuzhou–Xiamen)                                            | Southeast coastal | 250 km/t  | 260 km                     | 31. desember 2009  | CRH-1 CRH-2                                                                     | 25 kV, 50 Hz | ?          |
| Under anlæg | Xiashen (Xiamen–Shenzhen)                                        | Southeast coastal | 250 km/t  | 502 km                     | 2011 (planlagt)    | ?                                                                               | 25 kV, 50 Hz | ?          |
| Under anlæg | Zhengxu PDL (Zhengzhou–Xuzhou)                                   | Xulan PDL         | 350 km/t  |                            |                    |                                                                                 |              |            |
| I drift     | Zhengxi PDL (Zhengzhou–Xi'an)                                    | Xulan PDL         | 350 km/t  | 457 km + 28 km tilknytning | 6. februar 2010    | CRH-2                                                                           | 25 kV, 50 Hz | ETCS       |
| Under anlæg | Xibao PDL (Xi'an–Baoji)                                          | Xulan PDL         | 350 km/t  |                            |                    |                                                                                 |              |            |
| Under anlæg | Baolan PDL (Baoji–Lanzhou)                                       | Xulan PDL         | 350 km/t  |                            |                    |                                                                                 |              |            |
| Under anlæg | Jingshi PDL (Beijing–Shijiazhuang)                               | Jinggang PDL      | 350 km/t  | 281 km                     | 2012               | CRH-5                                                                           | 25 kV, 50 Hz | ?          |
| Under anlæg | Shiwu PDL (Shijiazhuang–Wuhan)                                   | Jinggang PDL      | 350 km/t  | 840 km                     | 2012               | ?                                                                               | 25 kV, 50 Hz | ?          |
| I drift     | Wuguang PDL (Wuhan–Guangzhou)                                    | Jinggang PDL      | 350 km/t  | 1069 km                    | 26. desember 2009  | CRH-2 CRH-3                                                                     | 25 kV, 50 Hz | ETCS       |
| Under anlæg | Guangshengang PDL (Guangzhou–Shenzhen–Hongkong)                  | Jinggang PDL      | 350 km/t  | 142 km                     | 2012               | (2016 til Hongkong)                                                             | 25 kV, 50 Hz | ?          |
| I drift     | Huhang PDL (Shanghai–Hangzhou)                                   | Hukun PDL         | 350 km/t  | 169 km                     | 26. oktober 2010   | CRH 380A                                                                        | 25 kV, 50 Hz | ETCS       |
| Under anlæg | Hangchang PDL (Hangzhou–Changsha)                                | Hukun PDL         | 350 km/t  | 926 km                     | 2012 (planlagt)    | ?                                                                               | 25 kV, 50 Hz | ?          |
| Under anlæg | Changkun PDL (Changsha–Kunming)                                  | Hukun PDL         | 350 km/t  |                            |                    | ?                                                                               | 25 kV, 50 Hz | ?          |
| I drift     | Qinshen PDL (Qinhuangdao–Shenyang)                               |                   | 250 km/t  | 404 km                     | 12. oktober 2003   | CRH-2 CRH-5                                                                     | 25 kV, 50 Hz | ?          |
| Under anlæg | Shendan PDL (Shenyang–Dandong)                                   |                   | 250 khm/h | 224 km                     | 2014 (planlagt)    | ?                                                                               | 25 kV, 50 Hz | ?          |
| Under anlæg | Jinqin PDL (Tianjin–Qinhuangdao)                                 |                   | 350 km/t  | 261 km                     | 2011 (planlagt)    | ?                                                                               | 25 kV, 50 Hz | ?          |
| I drift     | Huning Intercity Line (Shanghai–Nanjing)                         |                   | 350 km/t  | 301 km                     | 1. Juli 2010       | CRH-2 CRH-3                                                                     | 25 kV, 50 Hz | ETCS       |
| I drift     | Changjiu Intercity Line (Nanchang–Jiujiang)                      |                   | 250 km/t  | 135 km                     | 20. september 2010 | CRH-1 CRH-2                                                                     | 25 kV, 50 Hz | ETCS       |
| Under anlæg | Hebeng PDL (Hefei–Bengbu)                                        |                   | 350 km/t  | 131 km                     | 2012 (planlagt)    | ?                                                                               | 25 kV, 50 Hz | ?          |
| Under anlæg | Hefu PDL (Hefei–Fuzhou)                                          |                   | 350 km/t  | 806 km                     | 2014 (planlagt)    | ?                                                                               | 25 kV, 50 Hz | ?          |
| Under anlæg | Guiguang PDL (Tianjin–Qinhuangdao)                               |                   | 300 km/t  | 857 km                     | 2014 (planlagt)    | ?                                                                               | 25 kV, 50 Hz | ?          |
| Under anlæg | Lanxin PDL (Lanzhou–Urumqi)                                      |                   | 350 km/t  | 1776 km                    | 2014 (planlagt)    | ?                                                                               | 25 kV, 50 Hz | ?          |
| Under anlæg | Chengyu PDL (Chengdu–Chongqing)                                  |                   | 350 km/t  | 305 km                     | 2014 (planlagt)    |                                                                                 | 25 kV, 50 Hz | ETCS       |
| Under anlæg | Qingyanrong Intercity Line (Qingdao–Rongcheng)                   |                   | 250 km/t  | 299 km                     | 2013 (planlagt)    |                                                                                 | 25 kV, 50 Hz | ETCS       |
| I drift     | Chengguan High speed rail (Chengdu–Dujiangyan)                   |                   | 220 km/t  | 65 km                      | 12. mai 2010       | CRH-1                                                                           | 25 kV, 50 Hz | ETCS       |
| I drift     | Guangzhou–Zhuhai Intercity Mass Rapid Transit (Guangzhou–Zhuhai) |                   | 200 km/t  | 117 km                     | 7. januar 2011     |                                                                                 | 25 kV, 50 Hz | ETCS       |
| I drift     | Hainan East Ring Intercity Line (Haikou–Sanya)                   |                   | 250 km/t  | 308 km                     | 30. desember 2010  |                                                                                 | 25 kV, 50 Hz | ETCS       |
| I drift     | Changji Intercity Line (Changchun–Jilin)                         |                   | 250 km/t  | 111 km                     | 10. januar 2011    |                                                                                 | 25 kV, 50 Hz | ETCS       |
| Under anlæg | Ningan Intercity Line (Nanjing–Anqing)                           |                   | 250 km/t  | 257 km                     | 2012 (planlagt)    |                                                                                 | 25 kV, 50 Hz | ETCS       |
| Under anlæg | Ninghang Intercity Line (Nanjing–Hangzhou)                       |                   | 350 km/t  | 251 km                     | 2012 (planlagt)    |                                                                                 | 25 kV, 50 Hz | ETCS       |

### Europa

#### Danmark
Ved lov nr. 527 af 26. maj 2010 besluttede Folketinget at iværksætte byggeriet af Danmarks første højhastighedsstrækning fra København til Ringsted over Køge (København-Ringsted banen). Den ca. 60 km lange dobbeltsporede og elektrificerede jernbanestrækning er dimensioneret til 250 km/t.. Jernbanen blev indviet den 31. maj og åbnede for trafik den 1. juni 2019.

#### Frankrig
| Strækning            | Strækning                                                        | Vmax                           | Længde                          | I drift               | Togtype                              | Kørestrøm    | Togsikring         |
| -------------------- | ---------------------------------------------------------------- | ------------------------------ | ------------------------------- | --------------------- | ------------------------------------ | ------------ | ------------------ |
| I drift              | LGV Sud-Est, Paris–Lyon                                          | 300 km/t                       | 409 km                          | 1981                  | TGV                                  | 25 kV, 50 Hz | TVM                |
| I drift              | LGV Atlantique, Paris–Le Mans/Tours                              | 300 km/t                       | 279 km                          | 1989                  | TGV                                  | 25 kV, 50 Hz | TVM                |
| I drift              | LGV Nord, Paris–Lille–Eurotunnel/Belgias grense                  | 300 km/t                       | 333 km                          | 1993                  | TGV, Eurostar, Thalys                | 25 kV, 50 Hz | TVM                |
| I drift              | LGV Rhône-Alpes, Lyon–Valence                                    | 320 km/t                       | 115 km                          | 1994                  | TGV, fra rundt 2013 også ICE         | 25 kV, 50 Hz | TVM                |
| I drift              | LGV Interconnexion Est, Omkjøring Paris                          | 270 km/t                       | 57 km                           | 1994                  | TGV                                  | 25 kV, 50 Hz | TVM                |
| I drift              | LGV Méditerranée, Valence–Marseille/Nîmes                        | 300 km/t                       | 250 km                          | 2001                  | TGV, fra rundt 2013 også ICE         | 25 kV, 50 Hz | TVM                |
| I drift              | LGV Est européenne (avsnitt vest), Vaires-sur-Marne–Baudrecourt  | 320 km/t                       | 301 km                          | 2007                  | TGV, ICE 3MF                         | 25 kV, 50 Hz | TVM & ETCS Level 2 |
| I drift              | LGV Perpignan–Figueres (E)                                       | 350 km/t                       | 44,4 km derav 19,8 km i Spanien | 2010                  | TGV, AVE                             | 25 kV, 50 Hz | ETCS Level 2       |
| I drift              | Les Aubrais (Orléans)–Vierzon                                    | 200 km/t (delstrekninger)      |                                 |                       | Corail Téoz, Corail Intercités, TER, | 1,5 kV, DC   | KVB                |
| I drift              | Tours–Bordeaux                                                   | TGV: 220 km/t (delstrekninger) |                                 |                       | TGV, D, RE, Regio, gods              | 1,5 kV, DC   | KVB                |
| I drift              | Connerré–Le Mans                                                 | TGV: 220 km/t (delstrekninger) |                                 |                       | TGV, RE, Regio, gods                 | 1,5 kV, DC   | KVB                |
| I drift              | Le Mans–Nantes                                                   | TGV: 220 km/t (delstrekninger) |                                 |                       | TGV, RE, Regio, gods                 | 25 kV, 50 Hz | KVB                |
| I drift              | Strasbourg–Mulhouse–Saint-Louis                                  | TGV: 220 km/t (delstrekninger) |                                 |                       | TGV, EC, D, RE, Regio, gods          | 25 kV, 50 Hz | KVB                |
| I drift              | LGV Rhin-Rhône (avsnitt øst), Villers-les-Pots–Petit-Croix       | 350 km/t                       | 140 km                          | 2011                  | TGV, ICE                             | 25 kV, 50 Hz | ETCS Level 2       |
| Under bygging        | LGV Est européenne (avsnitt øst), Baudrecourt–Vendenheim         | 350 km/t                       | 106 km                          | 2016 (planlagt)       | TGV, ICE 3MF                         | 25 kV, 50 Hz | ETCS Level 2       |
| Planlagt             | LGV Bretagne-Pays de la Loire, Le Mans–Rennes                    | 350 km/t                       | 200 km                          | 2016/2017 (planlagt)  | TGV                                  | 25 kV, 50 Hz |                    |
| Planlagt             | LGV Sud Europe Atlantique, Tours–Bordeaux                        | 350 km/t                       | 303 km                          | 2016 (planlagt)       | TGV                                  | 25 kV, 50 Hz | ETCS Level 2       |
| Planlagt             | LGV Languedoc-Roussillon, Nîmes–Montpellier                      | 350 km/t                       | 60 km                           | innen 2020 (planlagt) | TGV                                  | 25 kV, 50 Hz | ETCS Level 2       |
| Planlagt             | LGV Rhin-Rhône (avsnitt øst), Petit-Croix–Lutterbach             | 350 km/t                       | 35 km                           | 2016 (planlagt)       | TGV, ICE                             | 25 kV, 50 Hz |                    |
| Planlagt             | LGV Rhin-Rhône (avsnitt øst), Genlis–Villers-les-Pots            | 350 km/t                       | 15 km                           | 2016 (planlagt)       | TGV, ICE                             | 25 kV, 50 Hz |                    |
| Planlagt             | LGV Rhin-Rhône (vestlige del), Dijon–Aisy                        | 350 km/t                       | 60 km                           |                       | TGV                                  | 25 kV, 50 Hz |                    |
| Planlagt             | LGV Rhin-Rhône (sydlige del), Auxonne–Bourg-en-Bresse            | 350 km/t                       | 140 km                          | 2020 (planlagt)       | TGV                                  | 25 kV, 50 Hz |                    |
| Planlagt             | LGV Bordeaux–Toulouse                                            | 360 km/t                       | 200 km                          | innen 2020            | TGV                                  | 25 kV, 50 Hz |                    |
| Planlagt             | LGV Bordeaux–Espagne, Bordeaux-Irun                              |                                |                                 | innen 2020            | TGV                                  | 25 kV, 50 Hz |                    |
| Planlagt             | LGV Languedoc-Roussillon, Montpellier–Perpignan                  |                                | 135 km                          | etter 2020            | TGV                                  | 25 kV, 50 Hz |                    |
| Planlagt             | LGV Picardie                                                     |                                |                                 | etter 2020            | TGV, Eurostar                        | 25 kV, 50 Hz |                    |
| International aftale | LGV Lyon–Torino (I)                                              |                                |                                 | 2023 (planlagt)       | TGV, gods                            |              |                    |
| Planlagt             | LGV Provence-Alpes-Côte d'Azur, Marseille–Toulon–Nice            |                                |                                 | 2024-2025             | TGV                                  | 25 kV, 50 Hz |                    |
| Planlagt             | LGV Centre France Paris Austerlitz-Orléans-Bourges-Clermont-Lyon | 360 km/t                       | 480 km                          | 2018-2022             | TGV                                  | 25 kV, 50 Hz |                    |

#### Italien
I Italien kører højhastighedstoget ETR, som forbinder Torino og Milano i nord med Rom og Napoli i syd, når det er færdigbygget. I september 2011 indsættes de nye AGV-togsæt, der er designet til hastigheder på op til 360 km/t, på en række strækninger i Italien.

#### Spanien
I Spanien forbinder AVE bl.a. Madrid og Barcelona. Den første strækning var dog Madrid til Sevilla i forbindelse med Verdensudstillingen i 1992. En strækning på 600 km som med hastigheder på op til 320 km/t kan køres uden stop på 150 minutter. Spanien råder i dag over 3.000 kilometer højhastighedsstrækning. Den spanske regering har sat det som mål, at landet i 2020 skal have højhastighedsbaner, så 90 procent af befolkningen bor maksimalt 50 km fra en station med højhastighedstog.
Oversigt over etablerede og kommende højhastighedslinjer:
| Linje                            | Byer der forbindes                                            | Start på service |
| Sydlig korridor                  | Sydlig korridor                                               | Sydlig korridor  |
| -------------------------------- | ------------------------------------------------------------- | ---------------- |
| LAV Madrid – Sevilla             | Madrid · Ciudad Real · Puertollano · Córdoba · Sevilla        | 1992             |
| LAV Córdoba – Málaga             | Córdoba · Puente Genil-Herrera · Antequera-Santa Ana · Málaga | 2007             |
| LAV Madrid – Toledo              | Madrid · Toledo                                               | 2005             |
| Nordøstlig korridor              |                                                               |                  |
| LAV Madrid – Barcelona – Francia | Madrid · Guadalajara-Yebes · Calatayud · Zaragoza · Lérida    | 2003             |
| LAV Madrid – Barcelona – Francia | Lérida · Campo de Tarragona                                   | 2006             |
| LAV Madrid – Barcelona – Francia | Campo de Tarragona · Barcelona-Sants                          | 2008             |
| LAV Madrid – Barcelona – Francia | Barcelona-Sants · Barcelona-Sagrera · Gerona · Figueras       | 2013             |
| LAV Perpiñán – Figueras          | Figueres-Vilafant – Francia A París                           | 2009             |
| LAV Madrid – Huesca              | Guadalajara-Yebes · Calatayud · Zaragoza · Tardienta · Huesca | 2005             |
| Norddlig korridor                |                                                               |                  |
| LAV Madrid – Valladolid          | Madrid · Segovia · Valladolid                                 | 2007             |
| LAV Valladolid – León            | Valladolid · Venta de Baños · Palencia · León                 | 2015             |
| Nordvestlig korridor             |                                                               |                  |
| LAV Meseta – Galicia             | Orense · Santiago de Compostela                               | 2011             |
| Eje Atlántico de Alta Velocidad  | Santiago de Compostela · La Coruña                            | 2011             |
| Eje Atlántico de Alta Velocidad  | Vigo · Pontevedra · Santiago de Compostela                    | 2015             |
| Madrid – Levante                 |                                                               |                  |
| LAV Madrid – Valencia            | Madrid · Cuenca · Requena-Utiel · Valencia                    | 2010             |
| LAV Madrid – Alicante            | Cuenca · Albacete                                             | 2010             |
| LAV Madrid – Alicante            | Albacete · Villena · Alicante                                 | 2013             |

### Linjer under udførelse (2015)
| Linje                                 | Byer der forbindes                                          | Forventelig start på service                 |
| Sydlig korridor                       | Sydlig korridor                                             | Sydlig korridor                              |
| ------------------------------------- | ----------------------------------------------------------- | -------------------------------------------- |
| LAV Sevilla – Cádiz                   | Sevilla · Jerez de la Frontera · Cádiz                      | 201546                                       |
| Eje Ferroviario Transversal           | Sevilla · Antequera-Santa Ana · Granada                     | 2015 (Sektion Antequera Santa Ana - Granada) |
| Central korridor                      |                                                             |                                              |
| LAV Madrid (Atocha-Chamartín)         | Madrid-Atocha · Madrid-Chamartín                            | 201847                                       |
| Nordlig korridor                      |                                                             |                                              |
| LAV Venta de Baños – Burgos – Vitoria | Venta de Baños · Burgos                                     | 201548                                       |
| LAV Venta de Baños – Burgos – Vitoria | Burgos · Miranda de Ebro· Vitoria                           | -                                            |
| Y vasca                               | Vitoria · Bilbao · San Sebastián · Irún · Frontera Francesa | 201849                                       |
| LAV León – Gijón                      | León · La Robla                                             | -                                            |
| LAV León – Gijón                      | La Robla · Pola de Lena                                     | 201650                                       |
| LAV León – Gijón                      | Pola de Lena · Oviedo · Gijón                               | -                                            |
| Nordvestlig korridor                  |                                                             |                                              |
| LAV Meseta – Galicia                  | Olmedo · Medina del Campo · Zamora                          | 201551                                       |
| LAV Meseta – Galicia                  | Zamora · Orense                                             | 201852                                       |
| LAV Vigo – Orense                     | Vigo · Pontevedra · Orense                                  | 2017                                         |
| Mideteransk korridor                  |                                                             |                                              |
| LAV Tarragona – Valencia              | Campo de Tarragona · Castellón · Valencia                   | 2016                                         |
| LAV Valencia – Alicante               | Valencia · Alicante                                         | 201653                                       |
| LAV Alicante – Murcia                 | Alicante · Elche · Murcia · Cartagena                       | 201554                                       |
| LAV Murcia – Almería                  | Murcia · Almería                                            | -55                                          |
| Sydvestlig korridor                   |                                                             |                                              |
| LAV Madrid – Extremadura56            | Madrid · Talavera · Plasencia · Cáceres · Mérida · Badajoz  | 202057                                       |

### Nordamerika

#### USA
I præsident Obamas stimulusplan fra februar 2009 er der afsat 5 mia. $ til at påbegynde en række højhastighedsforbindelser.